# Hermann Kiessner
Hermann Kiessner (* 6. August 1905 in Aschaffenburg; † 7. Mai 1995 in Homburg) war ein deutscher Schauspieler und Hörspielsprecher.

## Leben
Hermann Kiessner nahm zu Beginn der 1920er-Jahre in Frankfurt am Main Schauspielunterricht, den er 1925 abschloss. Verpflichtungen führten ihn zunächst an Theater in Düsseldorf, Mönchengladbach und Oberhausen, ehe er für einige Jahre auf Auslandsgastspielreise nach Süd- und Südwestafrika ging. 1932 kehrte er nach Deutschland zurück und spielte am Meininger Theater. Über Weimar und Danzig kam Kiessner nach Berlin, wo er am Rose-Theater, an der Volksbühne und am Theater unter den Linden, in den 1950er-Jahren auch an der Tribüne und dem Hebbel-Theater auftrat. Weitere Stationen seiner Bühnenlaufbahn waren die Münchner Kammerspiele und das Pfalztheater in Kaiserslautern. Mitte der 1970er-Jahre spielte er am Theater des Westens den Baron von Mohrungen in Horst Gnekows Inszenierung von Carl Zuckmayers Drama Des Teufels General an der Seite von Hans-Joachim Kulenkampff als Oberst Harras.
Ab 1953 arbeitete Kiessner auch für Film und Fernsehen. Nach seiner ersten Rolle in der bundesdeutschen Produktion Geliebter Schatten, drehte er einige Streifen für die DEFA und den Deutschen Fernsehfunk, bis er ab Ende der 1950er-Jahre ausschließlich vor westdeutschen Kameras stand, so zum Beispiel in den Dokumentarspielen Der Fall Rohrbach und der Der Fall Jakubowski – Rekonstruktion eines Justizirrtums. Kiessners letzte nachgewiesene Filmarbeit war 1971 eine Episodenrolle in der Serie Drüben bei Lehmanns.
Zwischen 1949 und 1959 wirkte Kiessner auch in einigen Hörspielproduktionen mit.

## Filmografie (Auswahl)
- 1953: Geliebter Schatten
- 1956: Mich dürstet
- 1956: Joe Hill, der Mann, der niemals starb
- 1956: Der Hauptmann von Köln
- 1957: Der blaue Aktendeckel
- 1957: Spur in die Nacht
- 1957: Der Fackelträger
- 1957: Das tote Tal
- 1958: Die Bürger von Calais
- 1959: Ausflug mit Damen
- 1959: Der Patriot
- 1960: ...und noch frech dazu!
- 1961: Adieu, Prinzessin
- 1963: Der Fall Rohrbach
- 1963: Krach im Hinterhaus
- 1964: Der Fall Jakubowski – Rekonstruktion eines Justizirrtums
- 1966: Die schwarze Hand
- 1967: Slatin Pascha
- 1967: Anastasia
- 1968: Kidnap – Die Entführung des Lindbergh-Babys
- 1968: Der Fall Wera Sassulitsch
- 1968: Der Senator
- 1969: Bischof Ketteler
- 1969: Der irische Freiheitskampf
- 1970: Der Musterschüler
- 1970: Die Unverbesserlichen – ...und die Liebe
- 1971: Recht oder Unrecht – Der Fall Hetzel
- 1971: Drüben bei Lehmanns – Die Erbschaft

## Hörspiele
- 1949: Herr Glitsch wird es schaffen – Autor: Helmut Vogt – Regie: Carl Nagel
- 1949: Der böse Geist des Lumpazivagabundus – Autor: Johann Nestroy – Regie: Werner Wieland
- 1950: Geheimnisse um P-E-3 – Autor: Konstantin Simonow – Regie: Carl Nagel
- 1957: Und einer sollte schweigen – Autor: Helmut Schäfer-Rose – Regie: Hans Knötzsch
- 1958: Der Fall van der Lubbe – Autor: Otto Tausig – Regie: Erich-Alexander Winds
- 1958: Der Kürassier und sein Sohn – Autor: Theodor von Schübel – Regie: Rudolf Noelte
- 1959: Die schwarze Schnur – Autor: Rolf H. Czayka – Regie: Werner Grunow